# الغفرات
الغفرات هي إحدى قُرى محافظة بيشة في الجنوب الغربي وتتبع منطقة عسير في المملكة العربية السعودية.

## الموقع
تقع قرية الغفرات جنوب غرب محافظة بيشة، وعلى وادي ترج، بالتحديد شرق وادي ترج.

## المرافق
يوجد في الغفرات مركز للرعاية الصحية الأولية حاصل على شهادة الاعتماد من المركز السعودي لاعتماد المنشآت الصحية (سباهي)، ومدارس بنين وبنات، والروضة رقم 31 للرياض الأطفال.